# تفاعل البوليمراز المتسلسل ذو البداية الساخنة
تفاعل البوليميراز المتسلسل ذو البداية الساخنة (بالإنجليزية: Hot start PCR)‏ هو شكل من الأشكال المعدلة من تفاعل البوليميراز المتسلسل الذي يتجنب التضخيم غير المُحدد (أو العشوائي) من الحمض النووي عن طريق تعطيل عمل التاك بوليمريز في درجة حرارة أقل.

## اقرأ أيضا
- تفاعل البوليميراز المتسلسل
- تاك بوليمريز
- تفاعل البوليميراز المتسلسل ذو الوقت الحقيقي